# José Eduardo Gramani
José Eduardo Gramani (1944 – São Paulo, 1998) foi um violinista, rabequista, compositor, professor e pesquisador musical brasileiro.
Como violinista, integrou grupos de câmara como Oficina de Cordas, Trem de Cordas (como spalla e diretor artístico), Armonico Tributo (violino barroco), Kamerata Philarmonia, Orquestra Vila-Lobos (como spalla e diretor artístico).
Como rabequista, atuou no Grupo Anima e no Trio Bem Temperado. Realizou extensa pesquisa a respeito de ritmo e de rabecas brasileiras. É autor dos livros Rítmica e Rítmica Viva. Lecionou de 1981 a 1998 na Unicamp.